# Philippe Étancelin
Philippe Étancelin (Rouen, Francuska, 28. prosinca 1896. – Neuilly-sur-Seine, Francuska, 13. listopada 1981.) je bio francuski vozač automobilističkih utrka. S dvadeset godina je kupio Bugatti Type 35 s kojim je nastupao na lokalnim brdskim utrkama. Veliku nagradi Marne je osvojio 1927. i 1929., a 1930. osvaja Veliku nagradu Francuske i Veliku nagradu Alžira.
U Europskom automobilističkom prvenstvu je nastupao od 1931. do 1939., a najbolji rezultat je ostvario na Velikoj nagradi Monaka 1935. i Velikoj nagradi Francuske 1939., kada je osvojio dva četvrta mjesta.
Godine 1934. pobijedio je na utrci 24 sata Le Mansa, sa suvozačem Luigijem Chinettijem u bolidu Alfa Romeo 8C 2300.
U Svjetskom prvenstvu Formule 1 je nastupio na dvanaest utrka od 1950. do 1952., a najbolji rezultat je ostvario u Talbot-Lagu na Velikoj nagradi Francuske i Velikoj nagradi Italije 1950. kada je osvojio dva peta mjesta. Od 1946. do 1953. odvezao je i 43 neprvenstvene utrke Formule 1, a najbolji rezultat je ostvario na Velikoj nagradi Pariza 1949. gdje je stigao do pobjede.

## Vanjske poveznice
- Philippe Etancelin - Driver Database
- Philippe Etancelin - Stats F1
- Philippe Etancelin - Racing Sports Cars